# Джейсон Лоу
Джейсон Лоу (англ. Jason Lowe, нар. 2 вересня 1991, Віган) — англійський футболіст, півзахисник клубу «Солфорд Сіті».
Виступав, зокрема, за клуб «Блекберн Роверз», а також молодіжну збірну Англії.

## Клубна кар'єра
Народився 2 вересня 1991 року в місті Віган. Вихованець футбольної школи клубу «Блекберн Роверз». Дорослу футбольну кар'єру розпочав 2010 року в основній команді того ж клубу, в якій провів один сезон, взявши участь в одному матчі чемпіонату. 
Протягом 2011 року захищав кольори клубу «Олдем Атлетик».
Своєю грою за останню команду знову привернув увагу представників тренерського штабу клубу «Блекберн Роверз», до складу якого повернувся 2011 року. Цього разу відіграв за команду з Блекберна наступні шість сезонів своєї ігрової кар'єри. Більшість часу, проведеного у складі «Блекберн Роверз», був основним гравцем команди.
Згодом з 2017 по 2020 рік грав у складі команд «Бірмінгем Сіті» та «Болтон Вондерерз».
До складу клубу «Солфорд Сіті» приєднався 2020 року. Станом на 29 жовтня 2022 року відіграв за команду із Солфорда 100 матчів в національному чемпіонаті.

## Виступи за збірні
У 2011 році дебютував у складі юнацької збірної Англії (U-20), загалом на юнацькому рівні взяв участь у 5 іграх.
Протягом 2011–2013 років залучався до складу молодіжної збірної Англії. На молодіжному рівні зіграв в 11 офіційних матчах.